# Yzernay
 Yzernay  es una población y comuna francesa, en la región de Países del Loira, departamento de Maine y Loira, en el distrito de Cholet y cantón de Cholet-2.

## Demografía
| Gráfica de evolución demográfica de Yzernay entre 2004 y 2018 |
|                                                               |

Fuentes: INSEE.